# Daddy's Gone A-Hunting (1969)
Daddy’s Gone A-Hunting is een Amerikaanse thriller uit 1969 onder regie van Mark Robson.

## Verhaal
De Britse vrouw Cathy Palmer maakt in San Francisco kennis met Kenneth Daly. Ze krijgen een relatie en Cathy wordt zwanger. Als de ware aard van Kenneth naar boven komt, besluit Cathy de relatie te verbreken en de zwangerschap te beëindigen. Ze leert Jack Byrnes kennen, maar van Kenneth is ze nog niet af.

## Rolverdeling
| Acteur          | Personage         |
| --------------- | ----------------- |
| Carol White     | Cathy Palmer      |
| Paul Burke      | Jack Byrnes       |
| Mala Powers     | Meg Stone         |
| Scott Hylands   | Kenneth Daly      |
| James Sikking   | Joe Menchell      |
| Walter Brooke   | Jerry Wolfe       |
| Mathilda Calnan | Ilsa              |
| Gene Lyons      | Dr. Blanker       |
| Dennis Patrick  | Dr. Parkington    |
| Barry Cahill    | FBI-agent Crosley |